# Moradia da Unicamp
A Moradia da Unicamp, também conhecida como Residência estudantil da Unicamp, é uma habitação social destinada aos estudantes da Universidade Estadual de Campinas que tenham dificuldades em manter residência com recursos próprios. Se localiza em Barão Geraldo, em Campinas, no estado de São Paulo, no Brasil.

## História
Foi projetada pelo arquiteto catalão Joan Villà em estilo modernista, tendo sua concepção se iniciado em meados da década de 1980 com a ocupação da universidade pelos estudantes reivindicando a construção da moradia. As obras foram concluídas em 1992.

## Descrição
Se compõe de um conjunto de residências para dois ou quatro estudantes com três cômodos e um pátio de acesso ajardinado. O conjunto residencial, construído com pré-fabricados cerâmicos, ocupa uma área de 28 000 metros quadrados. O terreno em que o conjunto foi construído é triangular, possuindo uma área de 55 000 metros quadrados. Cada unidade habitacional possui 64 metros quadrados de área. O conjunto é formado por 300 unidades habitacionais. Existem, aindaː trânsito para veículos no perímetro; ruas para pedestres; espaços comunitários; terraços nas unidades habitacionais; linha de ônibus gratuita até a universidade; e um curso pré-vestibular organizado pelos moradores da moradia voltado para estudantes de baixa renda.

## Ligação externa
- Sítio oficial